# Зумборо Фолс (Минесота)
Зумборо Фолс (енгл. Zumbro Falls) град је у америчкој савезној држави Минесота.

## Демографија
По попису из 2010. године број становника је 207, што је 30 (16,9%) становника више него 2000. године.
| Група             | 2000.       | 2010.       |
| Белци             | 175 (98,9%) | 193 (93,2%) |
| Афроамериканци    | 0 (0,0%)    | 2 (1,0%)    |
| Азијати           | 0 (0,0%)    | 0 (0,0%)    |
| Хиспаноамериканци | 1 (0,6%)    | 1 (0,5%)    |
| Укупно            | 177         | 207         |